# Ekaterini Vongoli
Ekaterini Vongoli (griechisch Αικατερίνη Βόγγολη, auch Ekaterini Voggoli; * 30. Oktober 1970 in Larisa) ist eine ehemalige griechische Diskuswerferin. 
Sie war 1989 erstmals griechische Meisterin und konnte diesen Erfolg 1990, 1998, 2001, 2003 und 2004 wiederholen. Zusammen mit ihrer langjährigen Konkurrentin Anastasia Kelesidou verbesserte sie den griechischen Rekord von 57 Meter auf 67 Meter. Seit 2004 hält Vongoli den griechischen Rekord mit 67,72 Meter, womit sie Kelesidous Rekord von 1999 um zwei Zentimeter übertraf. 
Nach einem 11. Platz bei den Junioreneuropameisterschaften 1988 und dem Gewinn der Balkanmeisterschaft 1994 platzierte sich Vongoli bei den Europameisterschaften 1998 in Budapest mit 63,56 Meter auf Platz 5. Bei den Weltmeisterschaften 1999 in Sevilla wurde sie mit 61,00 Meter Elfte. Sie war damit hinter Kelesidou auf Platz 2 und Styliani Tsikouna auf Platz 8 nur drittbeste Griechin im Wettbewerb. Ebenfalls hinter ihren beiden Mannschaftkolleginnen lag Vongoli als Neunte mit 61,57 Meter bei den Olympischen Spielen 2000 in Sydney. Bei den Weltmeisterschaften 2001 in Edmonton erreichte sie als 14. der Qualifikation nicht das Finale.
In München bei den Europameisterschaften 2002 in München erreichten einmal mehr drei Griechinnen das Finale. Areti Abatzi wurde Sechste, Kelesidou gewann Bronze und Vongoli gewann den Titel mit 64,31 Meter. Ihre zweite große Medaille gewann Vongoli bei den Weltmeisterschaften 2003 in Paris/Saint-Denis. Mit 66,73 Meter gewann sie Bronze hinter Iryna Jatschanka (BLR) mit 67,32 Meter und Kelesidou mit 67,14 Meter. Zum Abschluss ihrer Karriere belegte Vongoli bei den Olympischen Spielen 2004 in Athen mit 62,37 Meter den achten Platz. 
Bei einer Körpergröße von 1,73 m betrug ihr Wettkampfgewicht 89 kg.